# Aker Yards Oy
Aker Yards Oy var en finländsk varvsgrupp. Den ska inte förväxlas med Aker Yards Group, som var Aker ASA:s större varvsgrupp.
Aker Yards Oy, 2004–2006 Aker Finnyards Oy, var ett norskägt finländskt varvsföretag, som bildades 2004 som Aker Finnyards genom sammanslagning av Kvaerner Masa-Yards och Finnyards. Bägge företagen var norskägda inom Aker Yards Group med Kjell Inge Røkke som dominerande ägare.
Genom sammanslagningen kom alla de stora finländska skeppsvarven att tillhöra en och samma företag: Sandvikenvarvet i Helsingfors, Pernovarvet i Åbo och Finnyards i Raumo. Detta bytte 2006 namn till Aker Yards Oy.
År 2008 avyttrades företaget till sydkoreanska STX-gruppen, som under 2000-talet snabbt byggt upp en mycket stor varvsgrupp i Europa genom förvärv av skeppsvarv i Frankrike, Norge och Rumänien. Aker Yards namnändrades därefter till STX Finland Cruise Oy.
STX Finland upplöstes efter ekonomiska problem omkring 2014, varvid Pernovarvet såldes till tyska Meyer Werft, varvet i Raumo lades ned (för att återuppstå under nya ägare som Rauma Marine Constructions) och Sandvikenvarvet omorganiserades till samriskföretaget Arctech Helsinki Shipyard.

## Bildgalleri

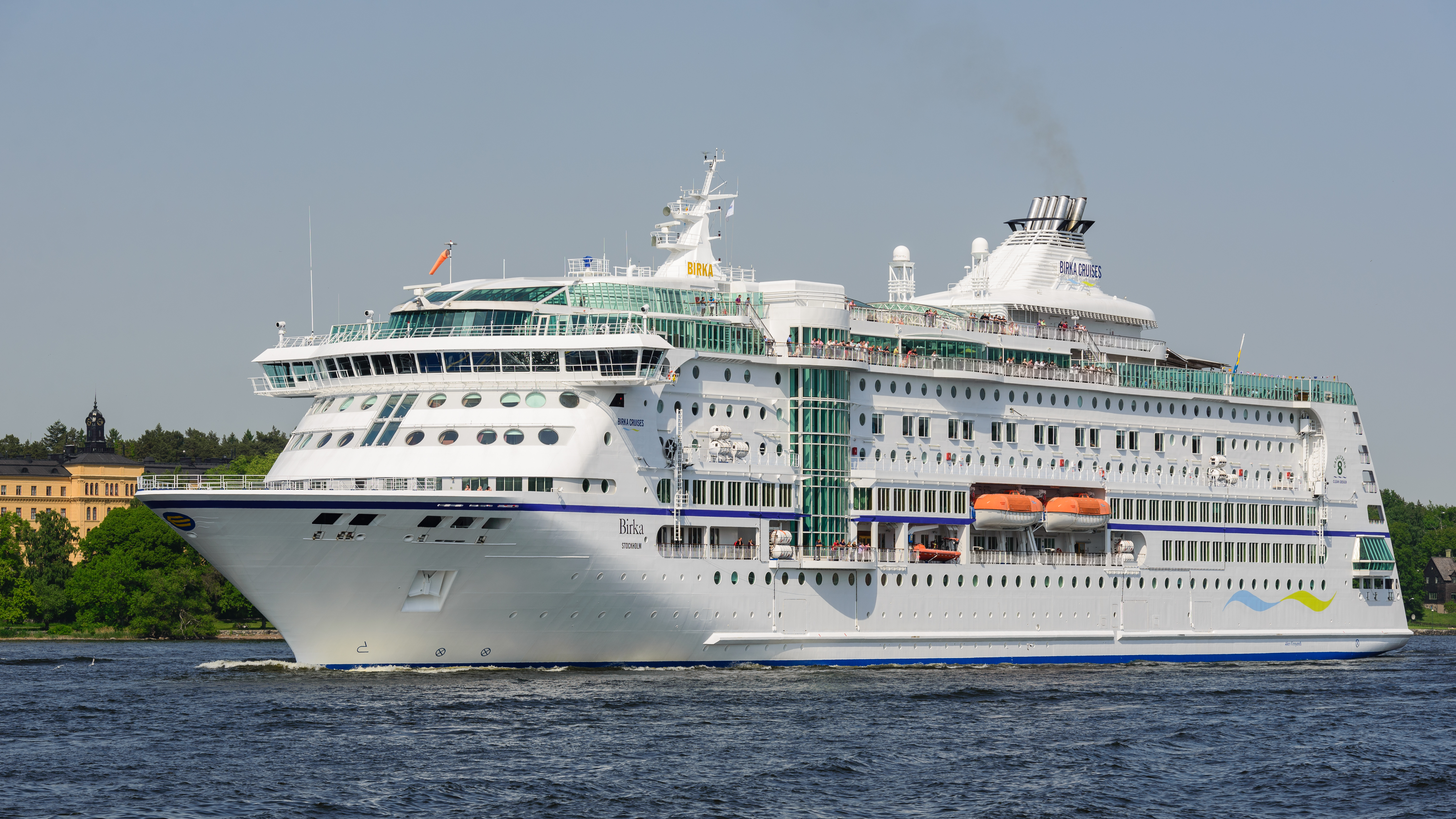
M/S Birka Paradise, byggd 2004 på varvet i Raumo för Birka Cruises
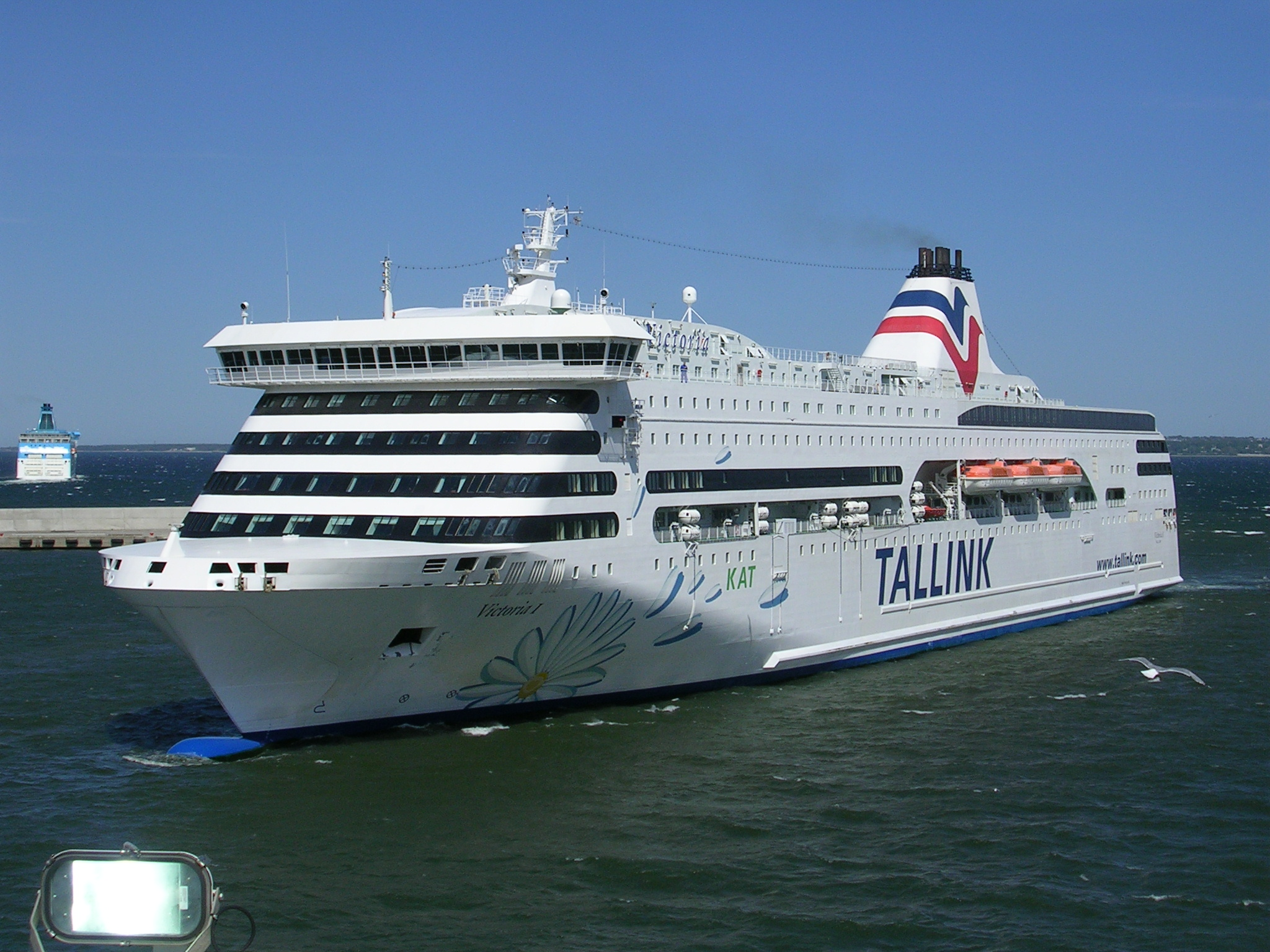
M/S Victoria I, byggd 2004  på varvet i Raumo för Tallink
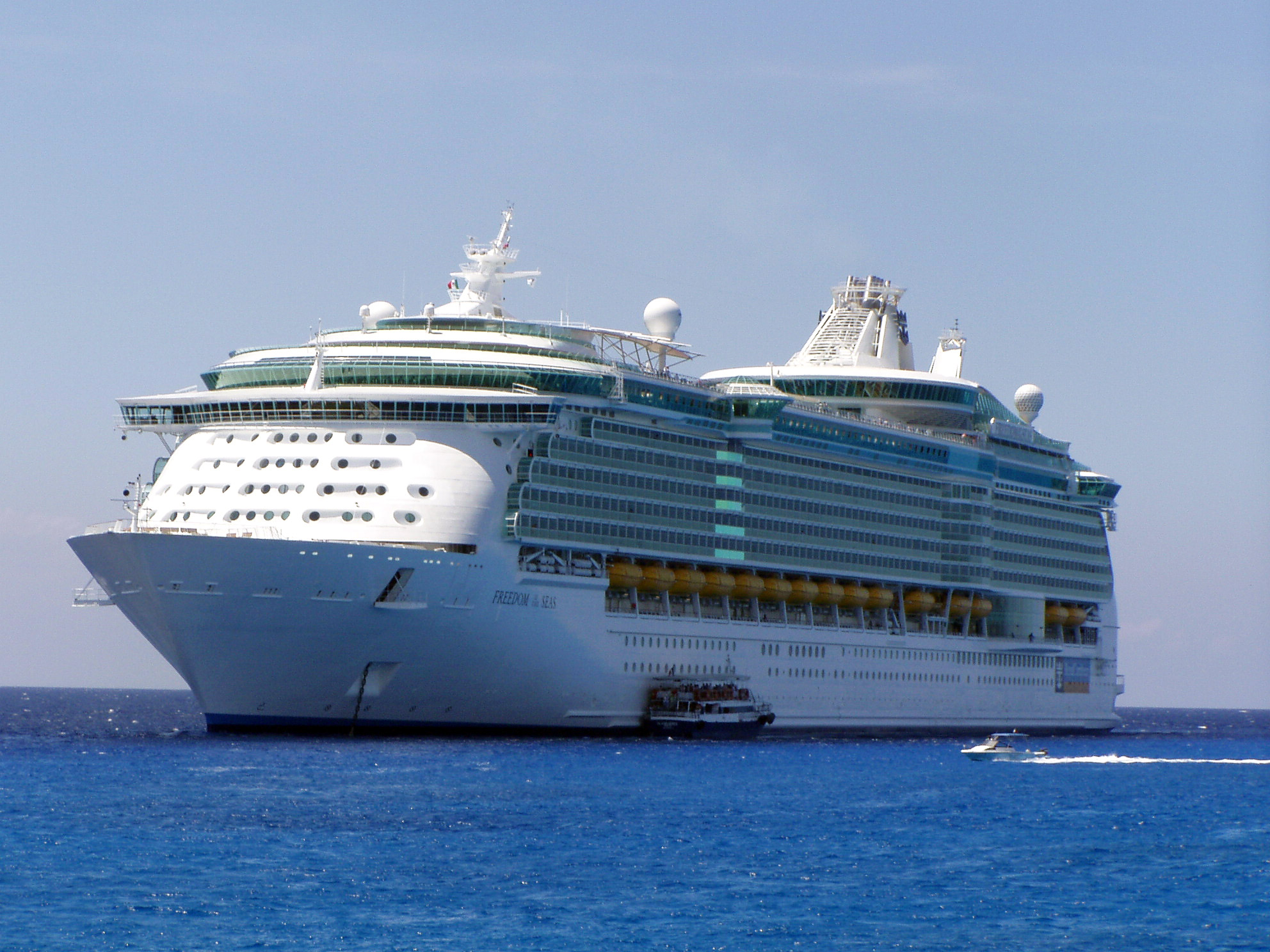
M/S Freedom of the Seas, byggd 2006 på Pernovarvet för Carnival Cruise Lines
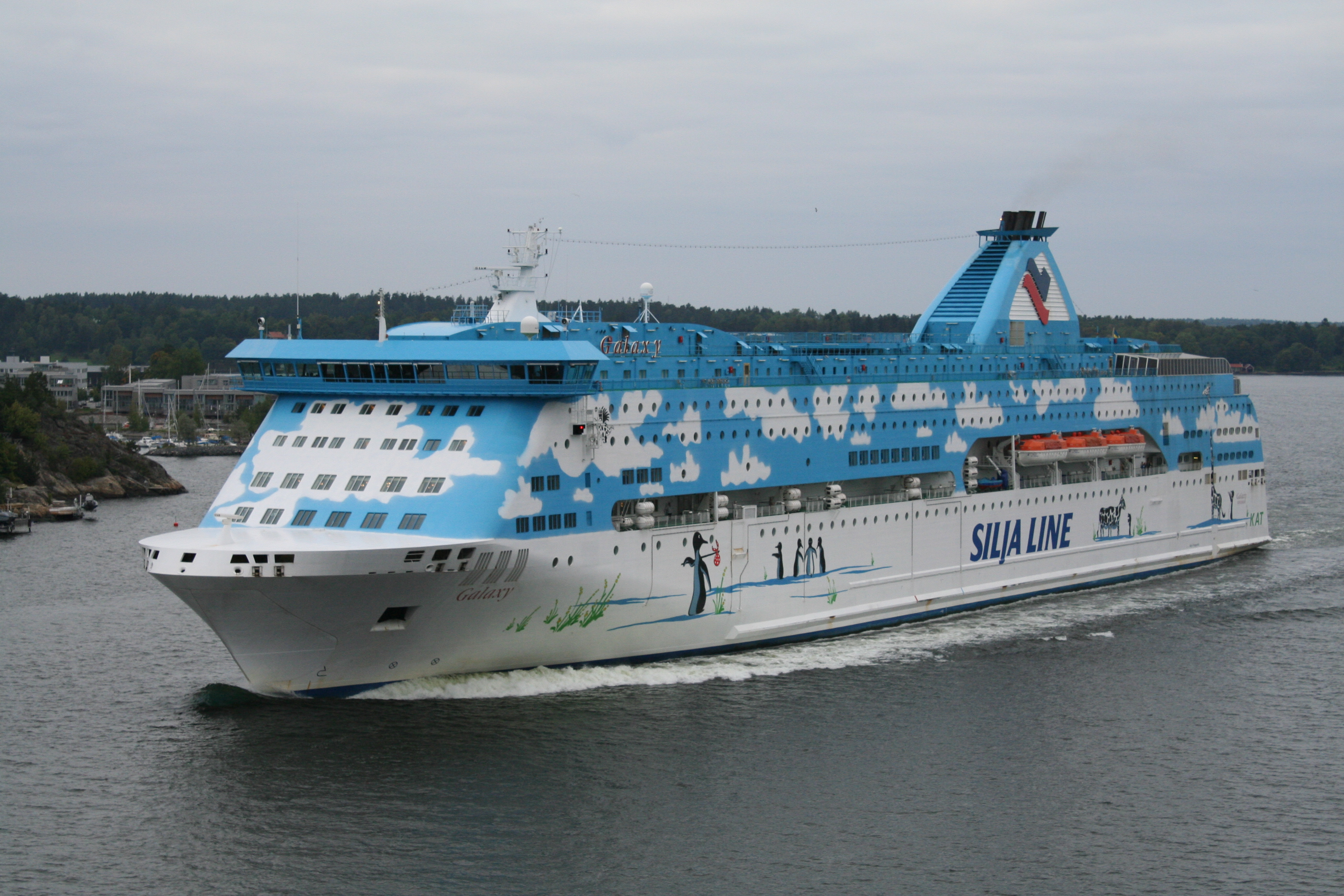
M/S Galaxy, byggd 2006 på varvet Raumo för Tallink
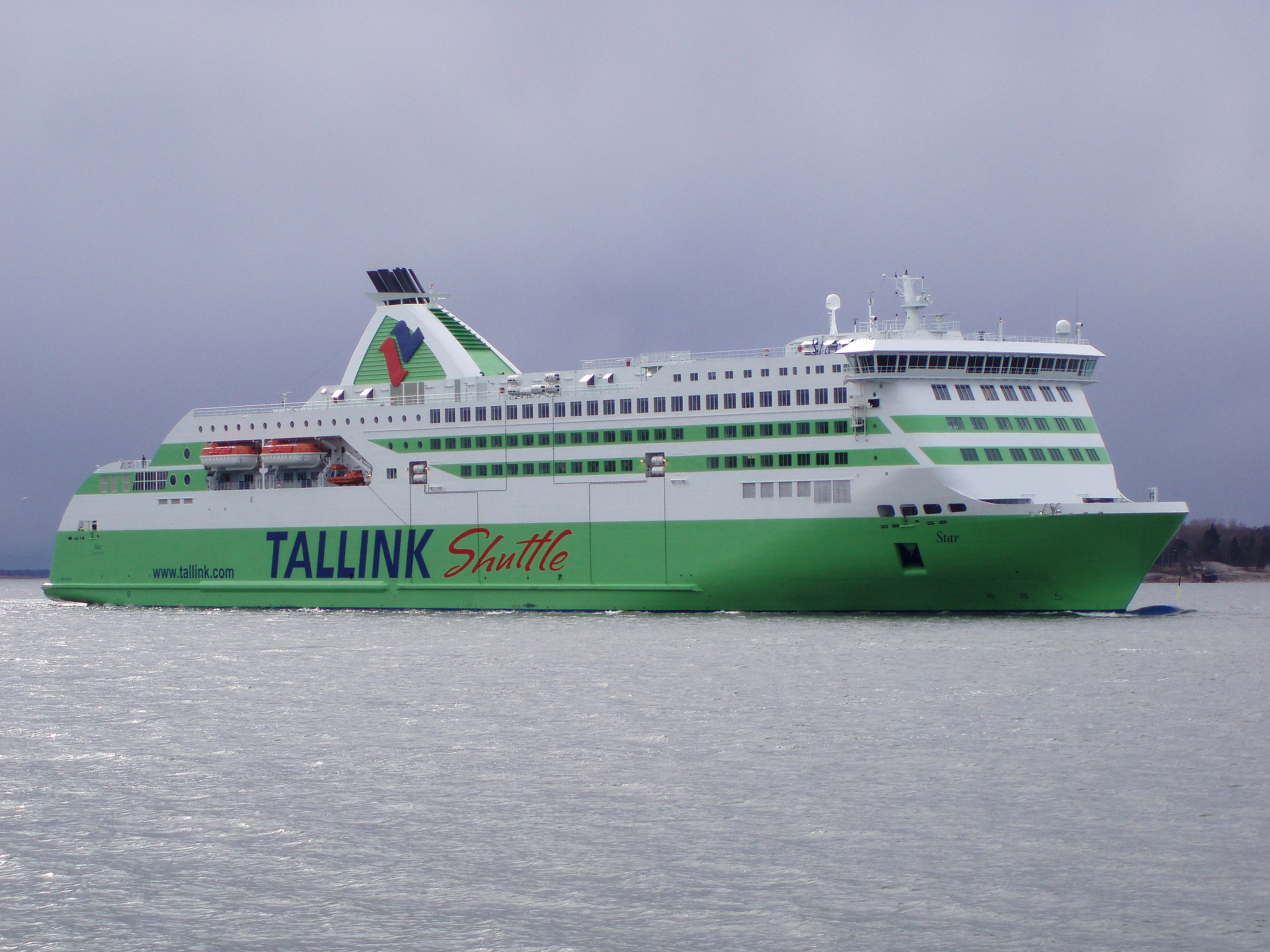
M/S Star, byggd 2006 på Sandvikenvarvet för Tallink
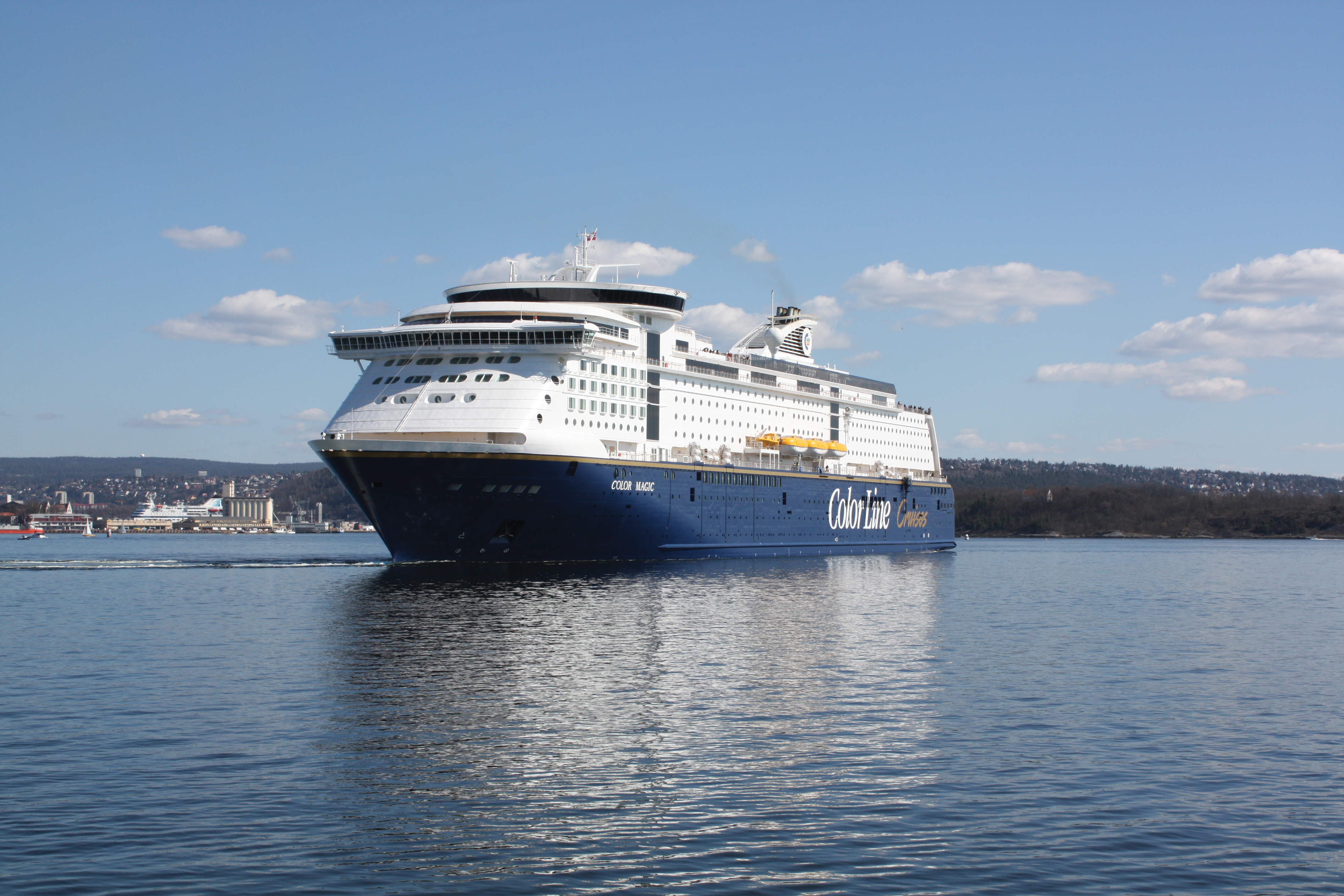
M/S Color Magic, byggd 2007 på Pernovarvet och på varvet i Raumo för Color Line
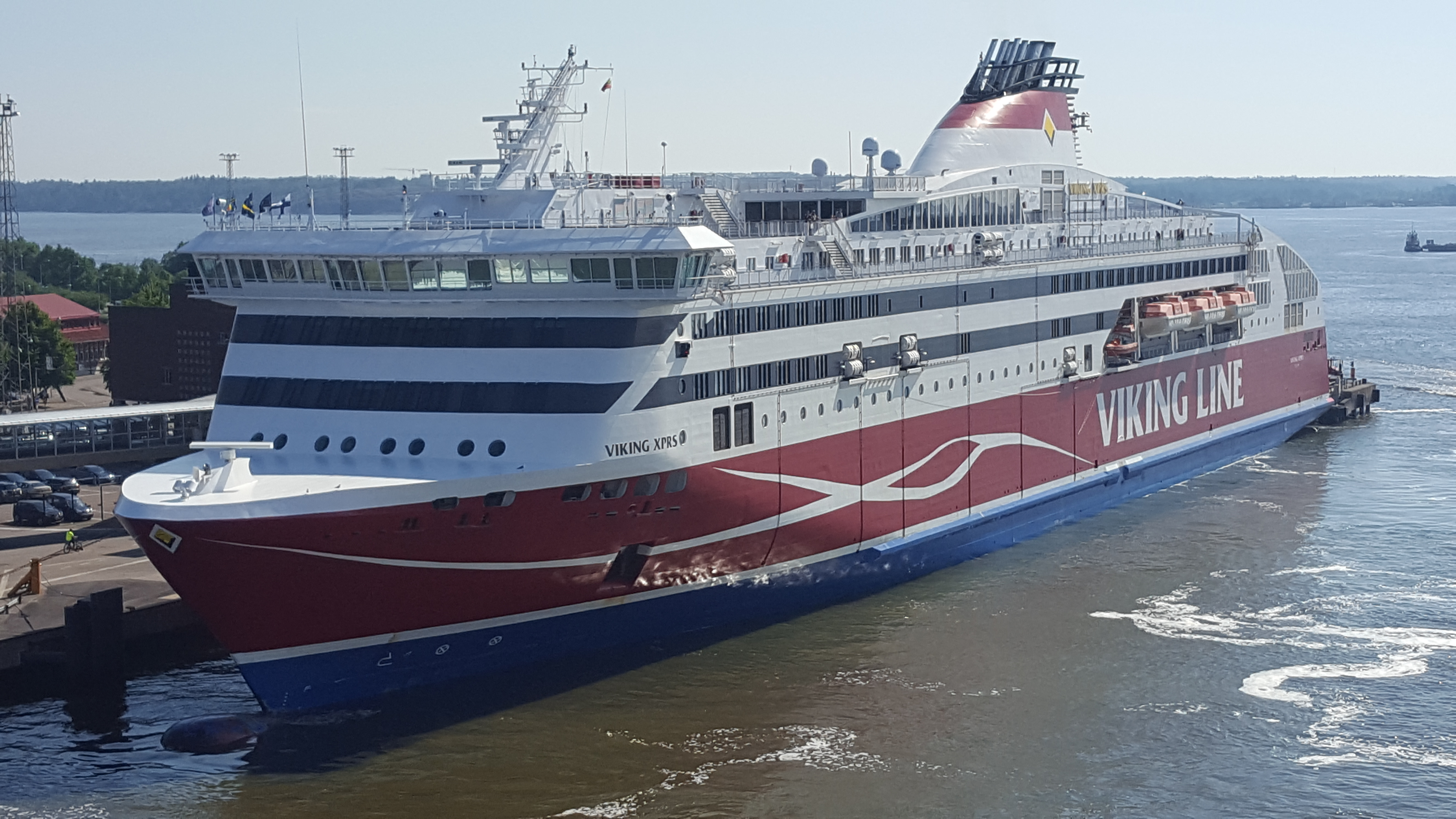
M/S Viking XPRS vid Skatuddenterminslen i Helsingfors 2016, byggd 2006 på Sandvikenvarvet för Viking Line
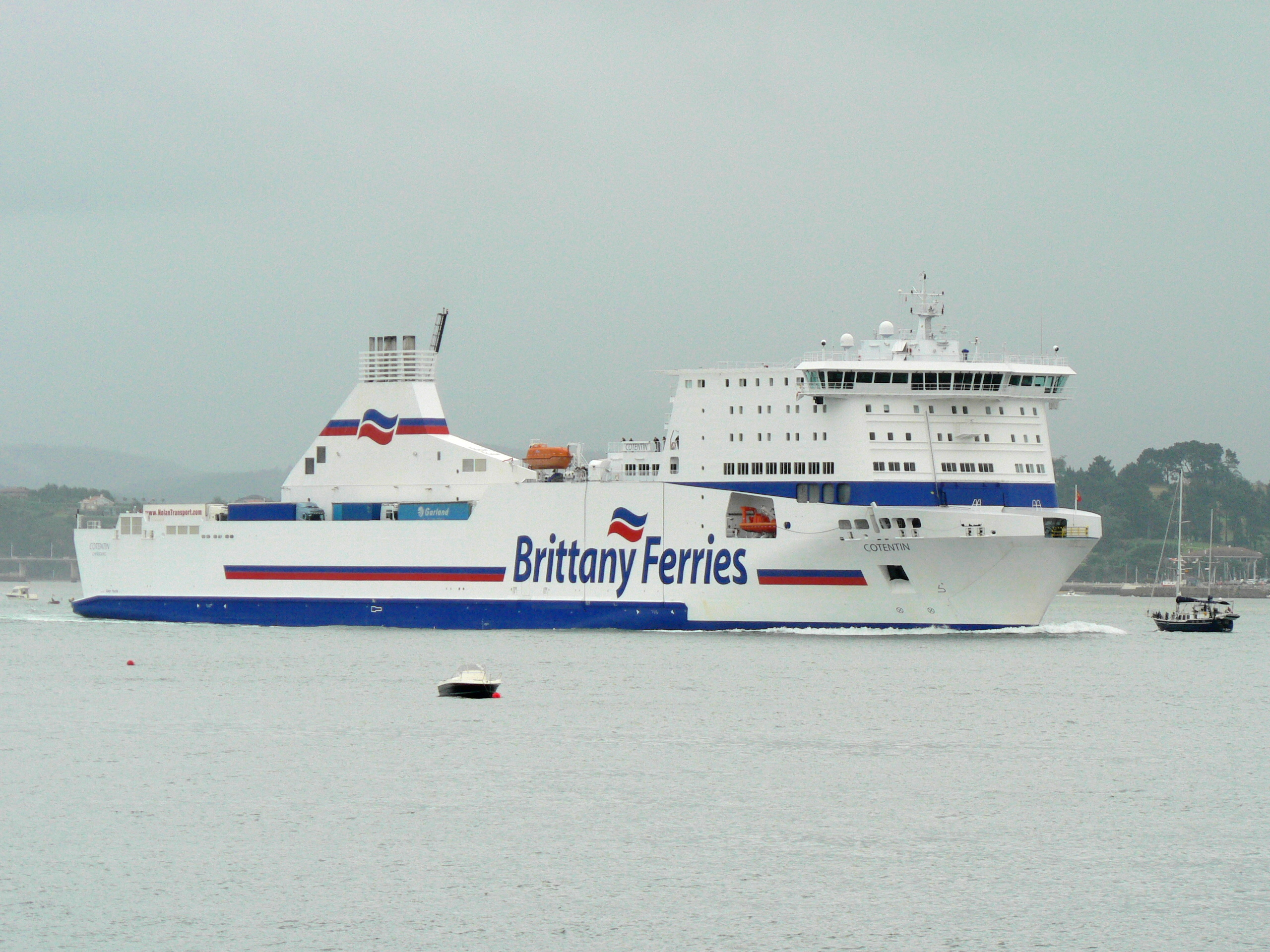
M/S Cotentin, senare M/S Stena Baltica, byggd 2007 på Sandvikenvarvet för Brittany Ferries
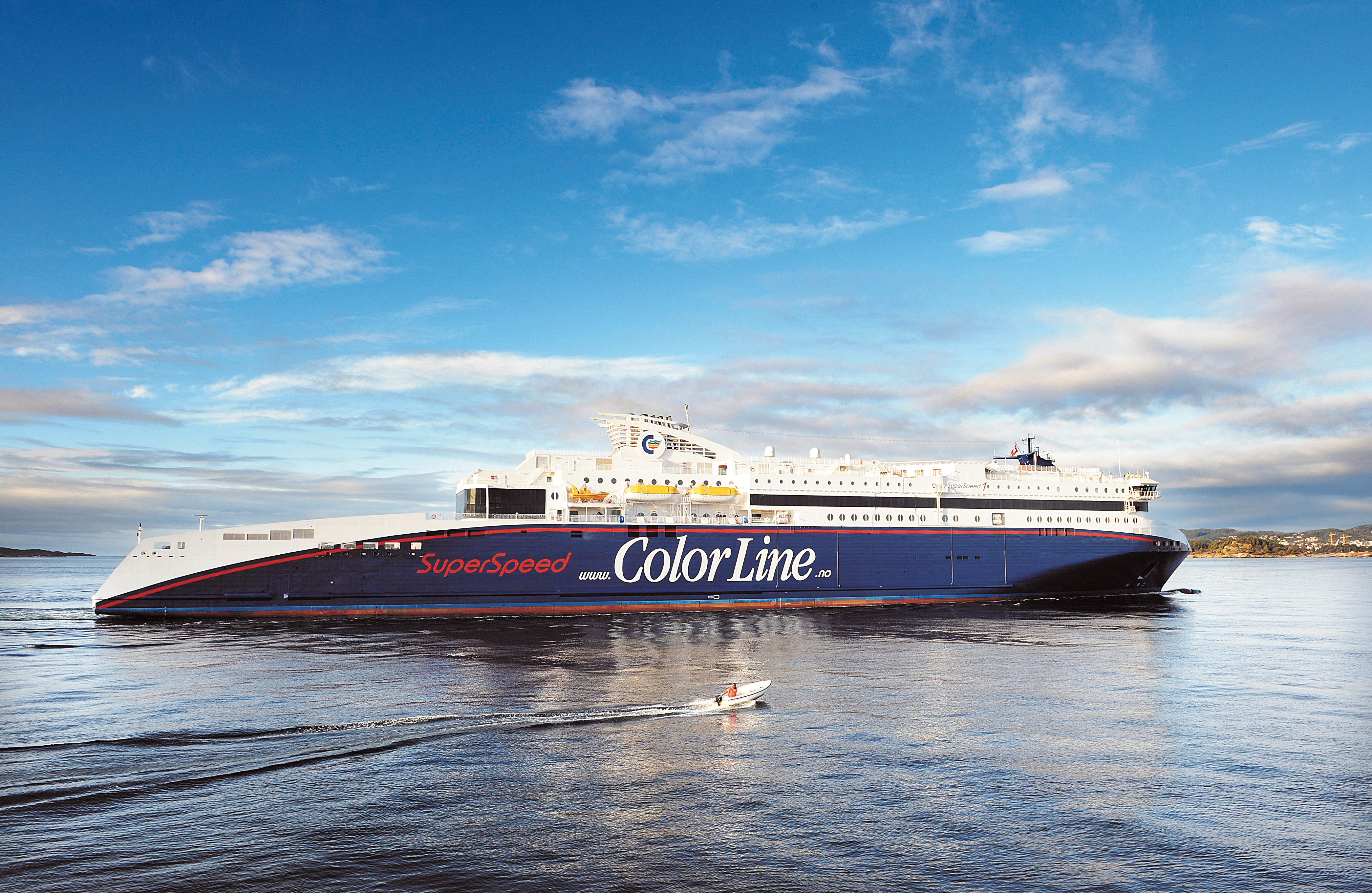
M/S Superspeed 1, byggd 2007 på varvet i Raumo för Color Line
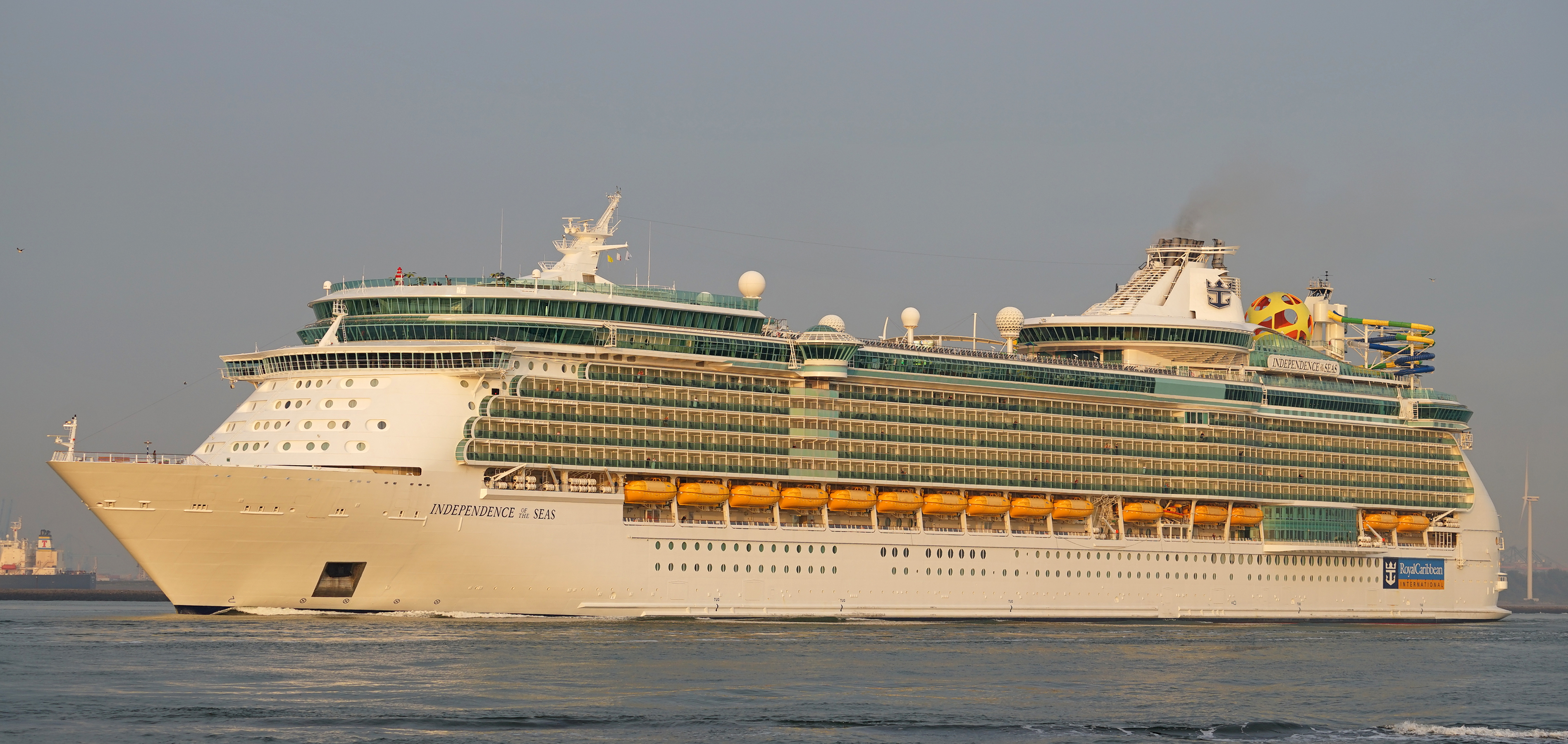
M/S Independece of the Seas, byggd 2008 på Pernovarvet för Carnival Cruise Lines
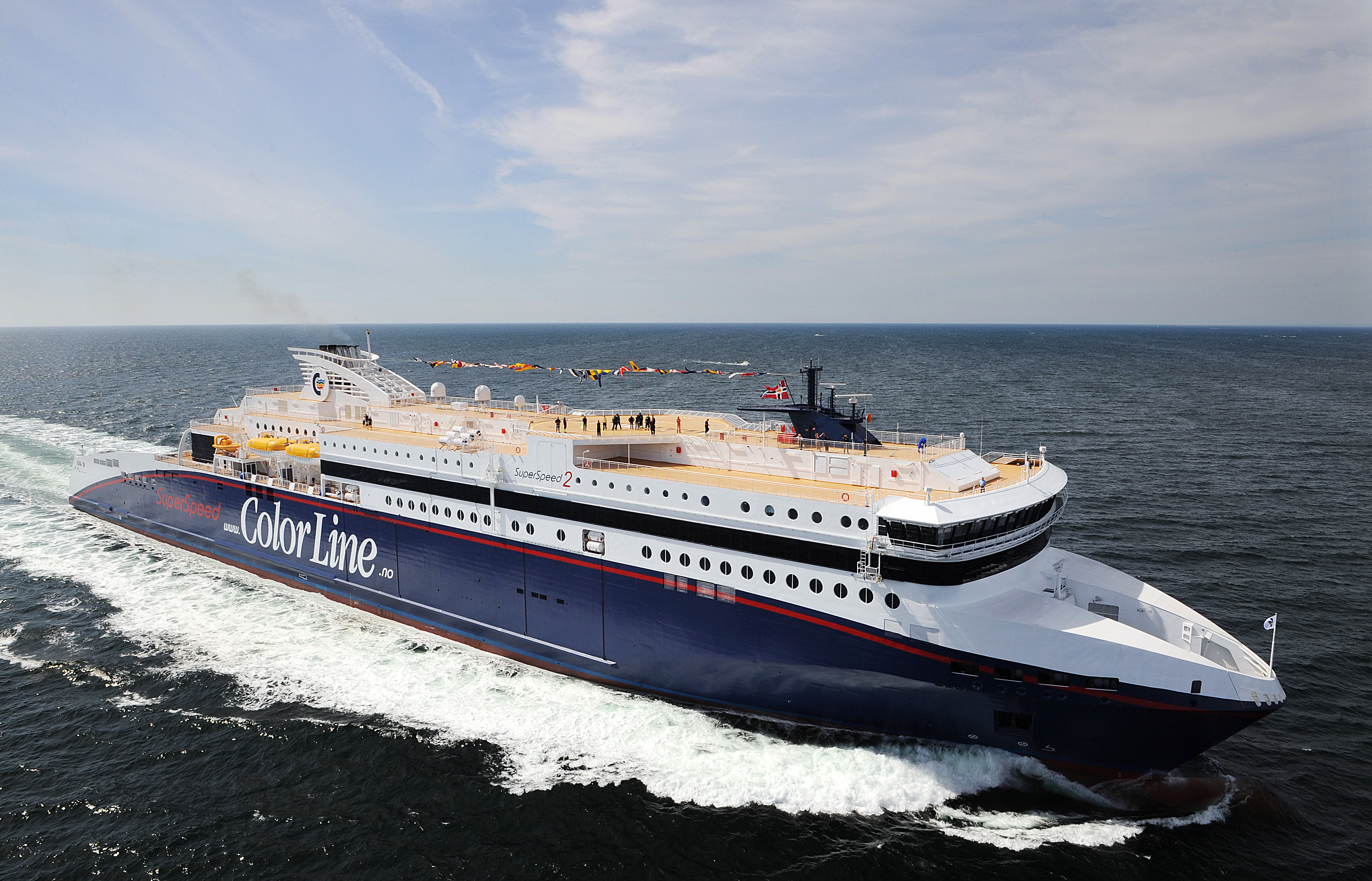
M/S Superspeed 2, byggd 2008 på varvet i Raumo för Color Line
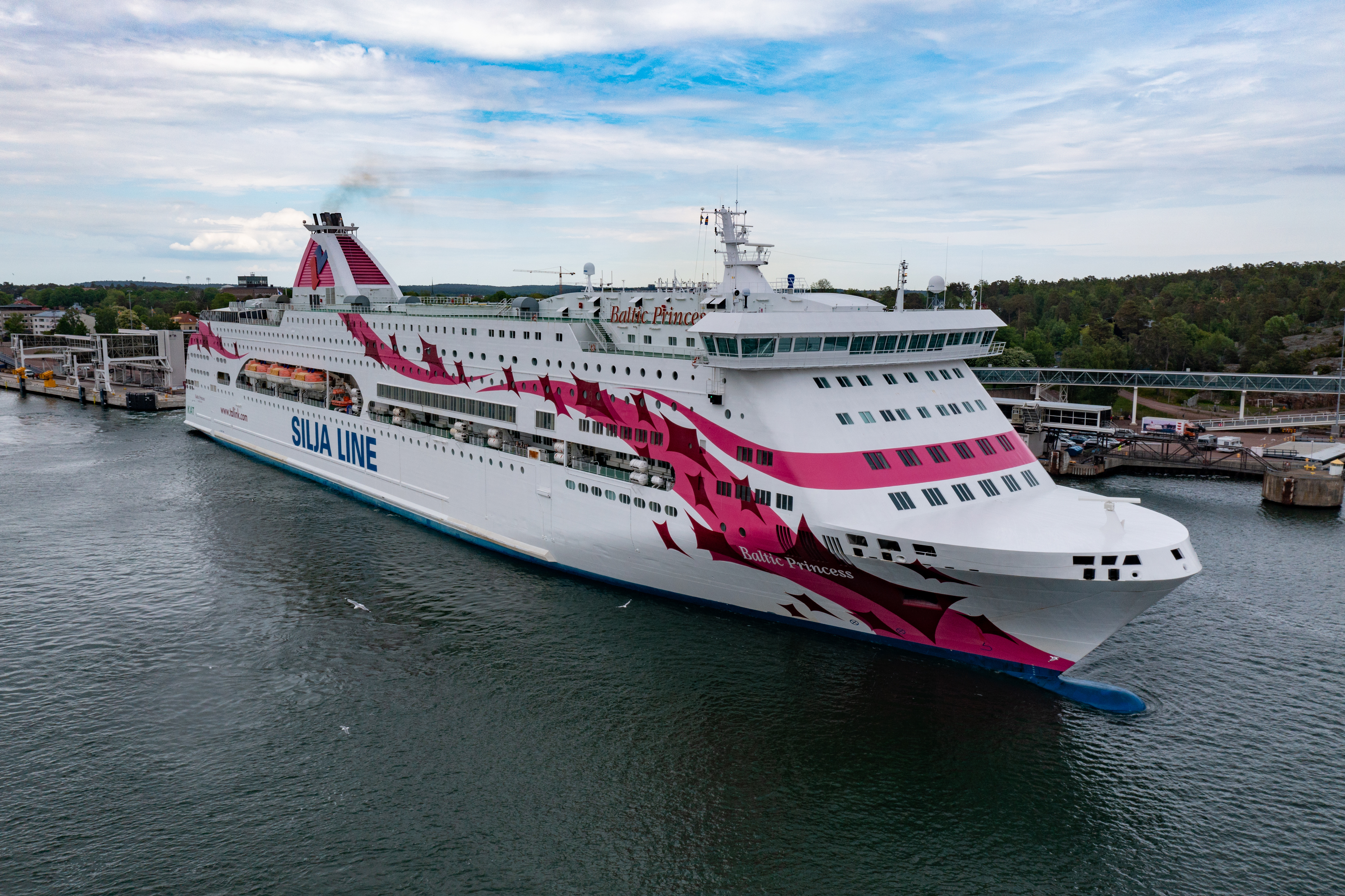
M/S Baltic Princessi Mariehsmn 2022, byggd 2008 på Sandvikenvarvet för Tallink